# 国道121号

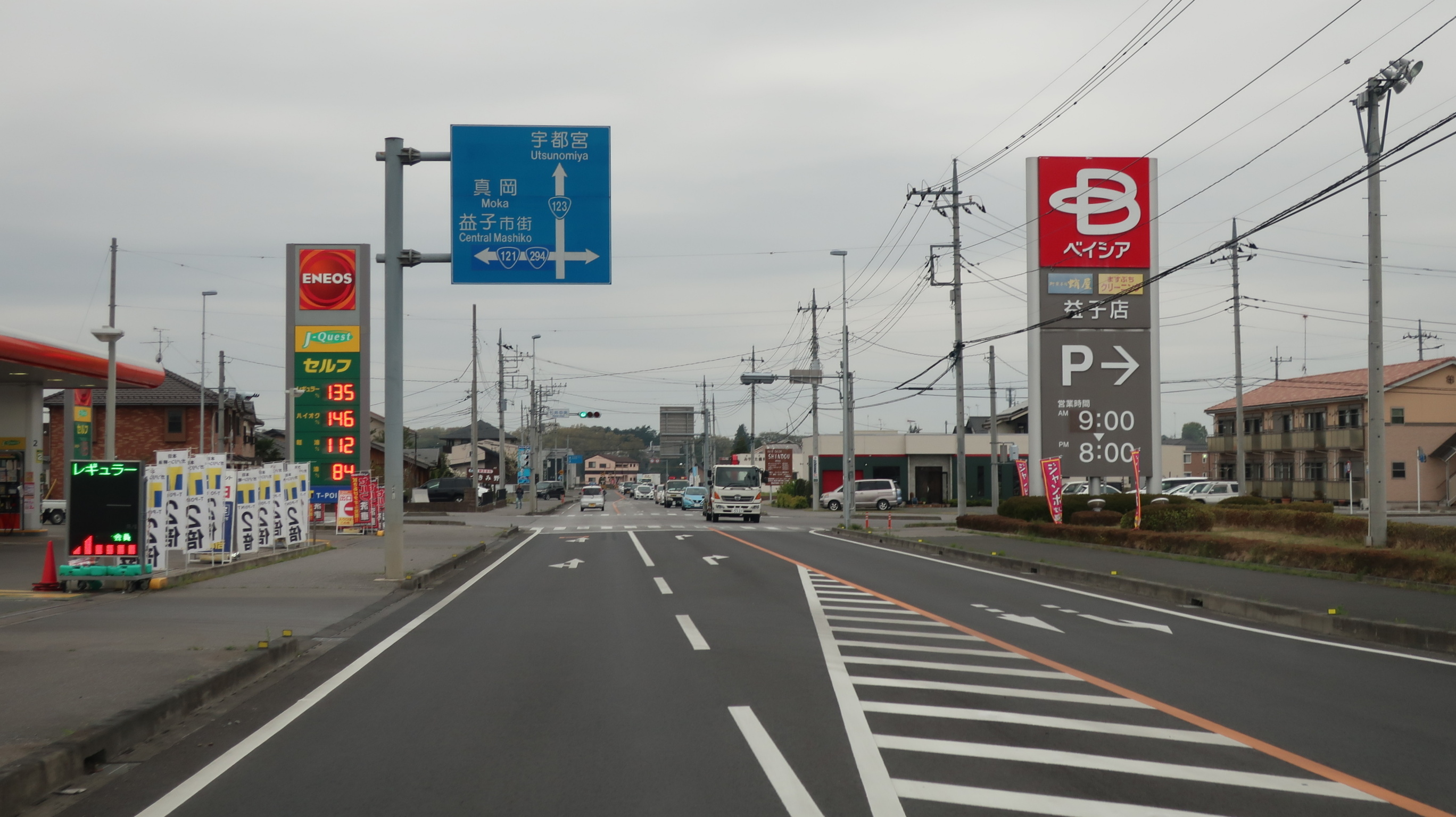
国道121号 終点
栃木県芳賀郡益子町
七井中央交差点

国道121号（こくどう121ごう）は、山形県米沢市から福島県会津若松市、栃木県日光市を経由して、芳賀郡益子町に至る一般国道である。

## 概要

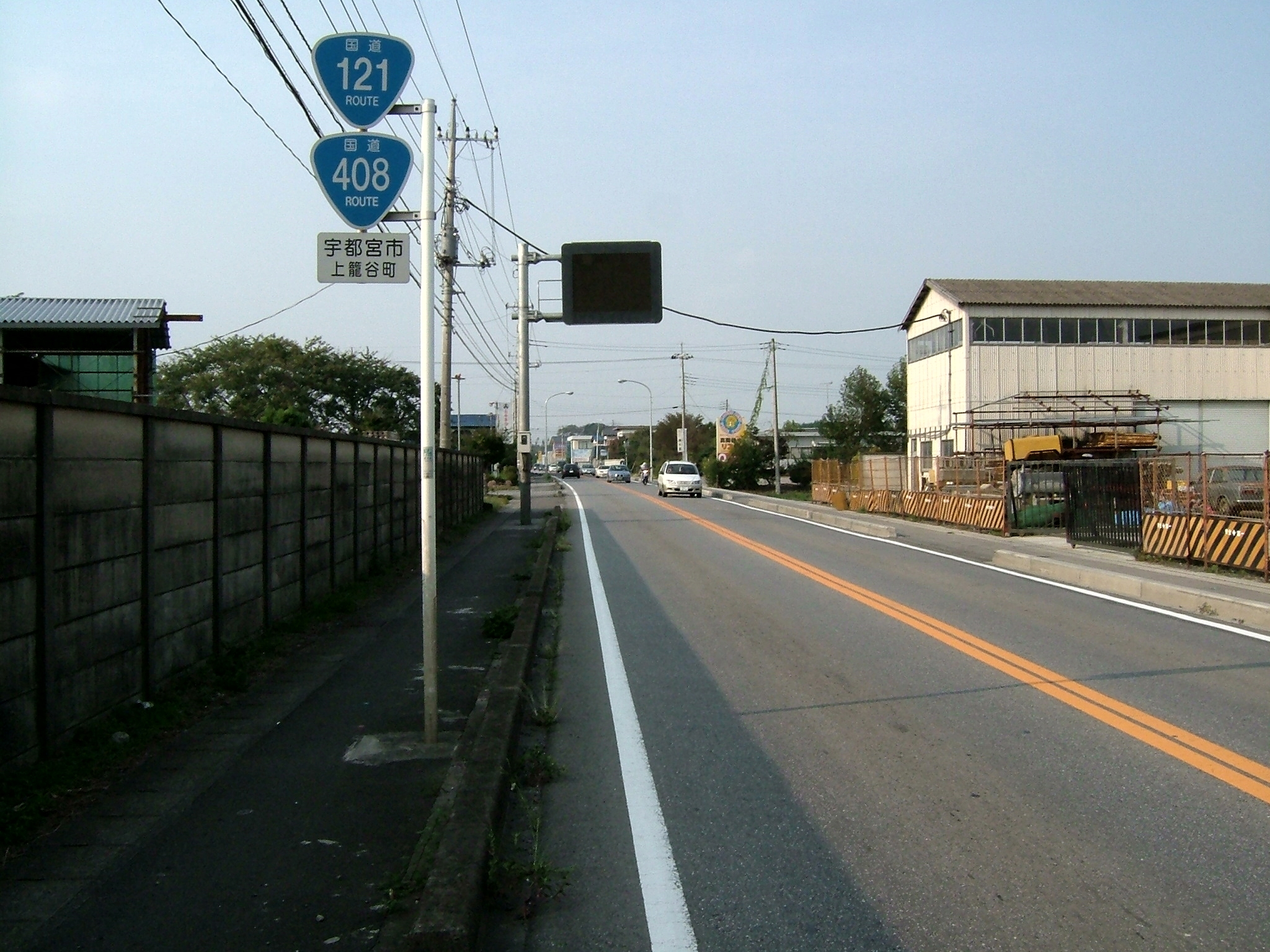
（宇都宮市上籠谷町、2004年9月撮影）国道121号・国道408号重複区間

山形県米沢市から、福島県喜多方市、会津若松市、栃木県日光市、宇都宮市などを経て、栃木県芳賀郡益子町に至る幹線道路。山形県の置賜地方から福島県の会津地方を南北に縦貫して関東平野へ南下する。豪雪地帯で、かつて交通難所として知られていた山形・福島県境の飯豊連峰・大峠は、いくつものトンネルをつなぐ大峠道路で越えて行く。福島県から栃木県境にかけて国道121号のほか、国道352号・国道400号の3重複区間となっている。日光市内では国の特別史跡で特別天然記念物に指定されている日光杉並木が有名である。

### 路線データ
一般国道の路線を指定する政令に基づく起終点および重要な経過地は次のとおり。
- 起点：米沢市（窪田町窪田 = 国道13号交点）
- 終点：栃木県芳賀郡益子町（七井中央交差点 = 国道123号交点）
- 重要な経過地：喜多方市、会津若松市、福島県南会津郡下郷町、同郡田島町[注釈 2]、栃木県塩谷郡藤原町[注釈 3]、今市市[注釈 3]、鹿沼市、宇都宮市、真岡市
- 総延長 : 280.9 km（山形県 28.9 km、福島県 108.2 km、栃木県 143.7 km）重用延長を含む[2][注釈 4]
- 重用延長 : 26.3 km（山形県 - km、福島県 25.8 km、栃木県 0.6 km）[2][注釈 4]
- 未供用延長 : なし[2][注釈 4]
- 実延長 : 254.5 km（山形県 28.9 km、福島県 82.5 km、栃木県 143.1 km）[2][注釈 4]
  - 現道 : 219.2 km（山形県 28.7 km、福島県 73.2 km、栃木県 117.3 km）[2][注釈 4]
  - 旧道 : 11.2 km（山形県 0.2 km、福島県 0.1 km、栃木県 10.8 km）[2][注釈 4]
  - 新道 : 24.2 km（山形県 - km、福島県 9.1 km、栃木県 15.0 km）[2][注釈 4]
- 指定区間：国道49号と重複する区間（福島県会津若松市・観音前交差点 - 北柳原交差点）[3]

## 歴史
現行の道路法（昭和27年法律第180号）に基づく二級国道として1953年（昭和28年）5月18日政令第96号にて第一次指定された国道路線の一つで、二級国道121号、路線名を宇都宮米沢線と名乗った。1965年（昭和40年）4月1日の道路法改正（昭和39年7月9日法律第163号公布）に伴い、一級国道と二級国道が廃止統合されたことにより一般国道に変わり、在来の路線名はなくなって一般国道121号が正式な路線名となった。
国道指定当初は宇都宮市から今市市までを国道119号と重複して米沢市に至る路線であったが、1992年（平成4年）4月3日政令第104号の一般国道の路線指定（翌1993年4月1日施行）によって、起終点を交換のうえで、今市市から終点側の経路を国道352号と重複して鹿沼市を経由し、宇都宮市南部を通過して芳賀郡益子町に至る路線に変更された。
福島・山形県境の大峠は1992年（平成4年）8月に大峠トンネルが開通する以前は、冬期6カ月間は道路が閉鎖されるという道路状況を持つダート区間が存在した。大峠はその名の通り狭く険しい長大な峠道で、明治時代の馬車道をそのまま採用してきたため、峠頂上の小さな隧道があるところまでの間は、つづら折りの多さが運転者を酩酊させていた。大峠トンネル開通以後も大峠道路の一部が未開通だったため、旧道は国道指定を解かれないまま通行止めになり、2011年（平成23年）に廃止されるまで約15年間存続していた。

### 年表
- 1953年（昭和28年）5月18日 - 二級国道121号宇都宮米沢線（宇都宮市 - 米沢市）として指定施行[8]。
- 1965年（昭和40年）4月1日 - 道路法改正により一級・二級区分が廃止されて一般国道121号として指定施行[1]。
- 1992年（平成4年）
  - 8月9日 - 大峠道路米沢市 - 会津熱塩町の大峠トンネル含む一部区間供用開始、同時に旧道の大峠区間は通行止となる。
  - 10月 - 鬼怒川有料道路開通[9]
- 1993年（平成5年）4月1日 - 起終点を交換して今市市[注釈 3]から先の経路を芳賀郡益子町に変更して一般国道121号（米沢市 - 栃木県芳賀郡益子町）として指定施行[10]。
- 1994年（平成6年） - 米沢市内舘山バイパス開通。国道121号の支線として追加指定[11]。
- 1996年（平成8年）
  - 3月 - 宇都宮鹿沼道路開通[9]
  - 福島・山形県境の旧道大峠区間が土砂崩落のため長期にわたって通行止になったが国道指定が続いた。（山形県側が事実上放棄され、福島県側からは喜多方市岩月町入田付地区で行き止まり。案内標識も旧道の喜多方市街側から大峠方向は「市内入田付」とのみ表記され国道アイコンは非掲載）
- 2000年（平成12年） - 米沢市内舘山バイパス全線開通。
- 2010年（平成22年）9月11日 - 大峠道路が全線開通。
- 2011年（平成23年）
  - 1月28日 - 旧道大峠区間山形県側の国道指定の一部が廃止。
  - 10月25日 - 旧道大峠区間福島県側の国道指定が大峠道路に一本化。旧道は国道指定より外され市道に降格した[12]。これにより約15年にわたり事実上の廃道となっていた現役国道としての歴史に幕を閉じる。
  - 11月6日 - 会津縦貫北道路喜多方IC - 塩川IC間開通[13]
- 2012年（平成24年）1月6日 - 旧道大峠区間山形県側の国道指定が大峠道路に一本化。
- 2013年（平成25年）9月27日 - 米沢市内舘山バイパス・国道287号米沢北バイパス整備進行に伴い舘山バイパスが国道121号本線となる路線名変更が実施される。舘山バイパス区間に国道13号交点-米沢北インターチェンジ交差点間が追加指定。旧道となる米沢市万世町片子-米沢市舘山間は米沢市道・山形県道233号綱木米沢停車場線・山形県道232号板谷米沢停車場線に移管。これにより国道121号の起点が米沢市万世町片子から米沢市窪田町窪田に変更[14][15][16]。
- 2017年（平成29年）3月21日 - 日光例幣使街道の一部を成す国道121号旧道部分の約1.0 kmが、日光杉並木保護のため車両については半永久的に通行止めの措置となった[17]。
- 2022年（令和4年）7月4日 - 6月27日の大雨により米沢市入田沢で、道路下部に幅32 m、高さ35 mの法面崩落が見つかり、大峠道路のうち米沢市大字入田沢の八谷トンネル北側ゲートから喜多方市熱塩加納町熱塩字弥平沢までの山形県内延長5.3 km、福島県内延長7.0 kmの区間が全面通行止めとなる[18][19][20][21]。同年10月24日から片側交互通行区間を残しながらも通行再開。

## 路線状況

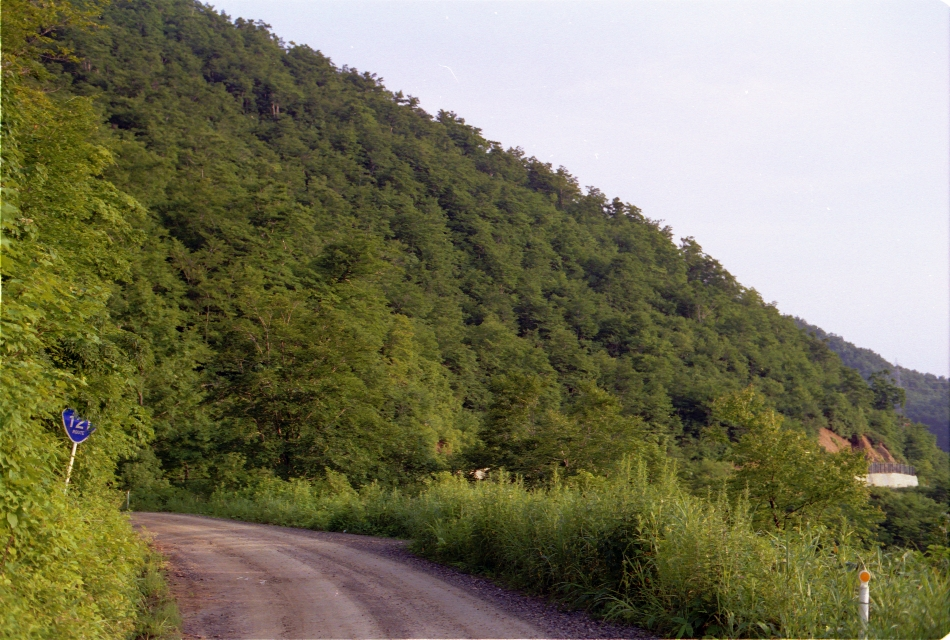
（山形県米沢市入田沢、大峠隧道出口付近より米沢市街方面、1989年7月撮影）旧道。路面は未舗装。現在は崩落土砂による路面埋没のため車輌通行は不能

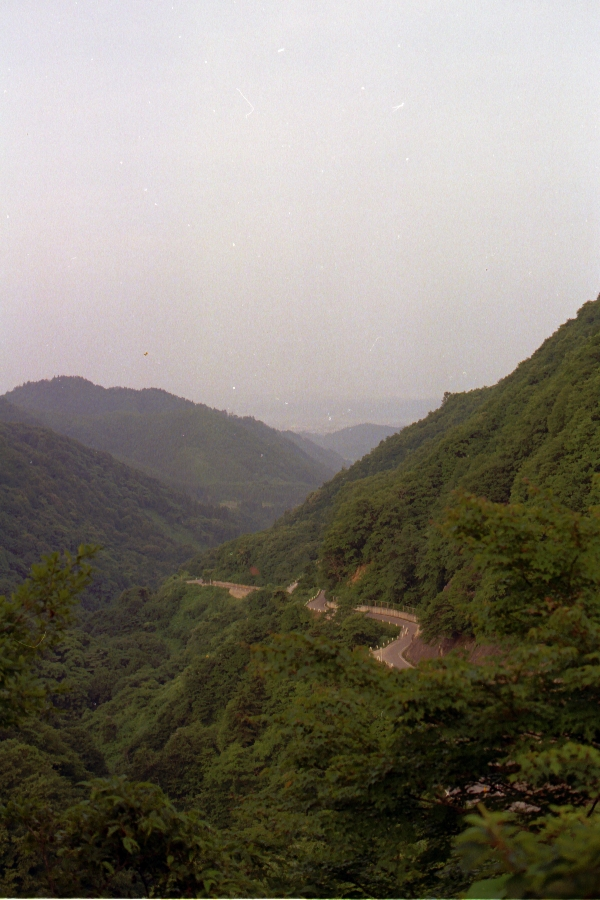
（福島県喜多方市岩月町入田付付近より喜多方市街方面、1989年7月撮影）旧道。現在は路肩崩落のため車両通行は困難。

山形・福島県境の大峠は、かつて未舗装の荒れた狭隘な道路でつないでいたことから、酷道の名所として知られていた。1990年代になってこの区間が改良され、7つのトンネルと7つの橋梁で峠を越える大峠道路が開通している。福島県会津若松市内は、会津盆地を縦貫するバイパス道路の整備が行われている。福島県から栃木県にかけて、国道121号・国道352号・国道400号の3重区間、日本の道100選にも選定された日光杉並木、宇都宮市内の宇都宮環状道路など多彩で、地域によって次々と道路の状況が変わるのも特徴である。

### 通称

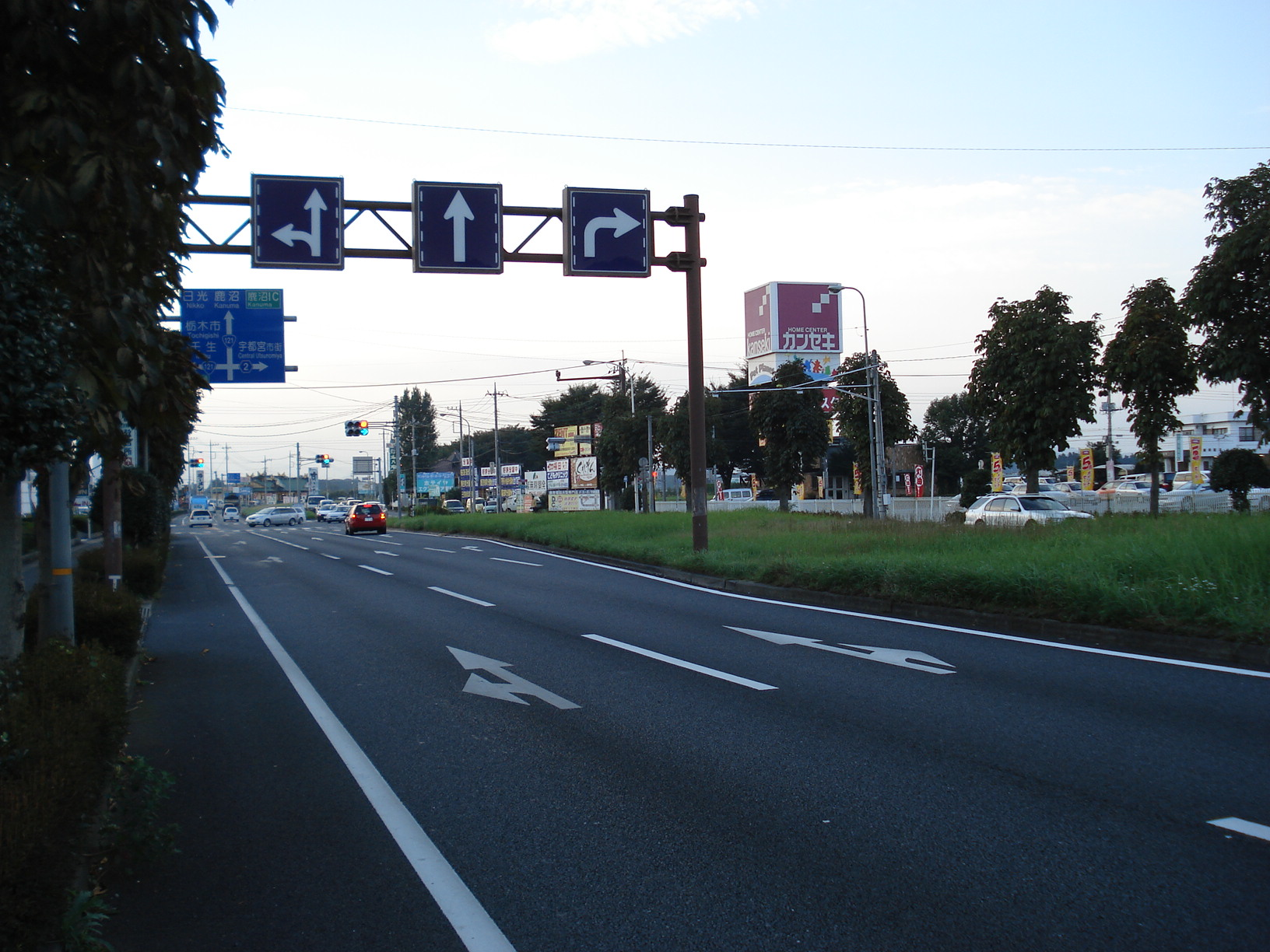
（栃木県宇都宮市西川田町、宇都宮環状道路部、2007年10月撮影）宇都宮市街地を外周する宮環部。幅員も広く、交通量も多い

- 八谷街道・会津街道（山形県米沢市 - 福島県境）
- 米沢街道（福島県喜多方市 - 会津若松市）
- 下野街道（福島県南会津郡下郷町 - 栃木県境）[24]
- 会津西街道（福島県境 - 日光市今市）
- 日光例幣使街道（日光市中央町 - 鹿沼市）
- 日光杉並木街道
- 宇都宮環状道路（宇都宮市内一部区間）

### バイパス
- 舘山バイパス
- 大峠道路 - 2010年（平成22年）9月11日：最後の工区（熱塩加納BP区間）が開通し、大峠道路全通。
- 会津縦貫北道路
- 小沼崎バイパス
- 湯野上バイパス
- 五十里バイパス（日光市五十里 - 同市西川）
- 鬼怒バイパス（日光市鬼怒川温泉滝 - 同市栗原）
- 大桑バイパス（日光市大桑町 - 同市今市）
- 板橋バイパス（日光市森友 - 同市板橋）
- 文挾バイパス（整備中）
- 宇都宮鹿沼道路（さつきロード）（鹿沼市さつき町 - 宇都宮市西川田町）
- 瑞穂野バイパス

#### 有料道路
- 鬼怒川有料道路 - 2022年（令和4年）10月1日無料化
- 宇都宮鹿沼道路（さつきロード）

### 重複区間

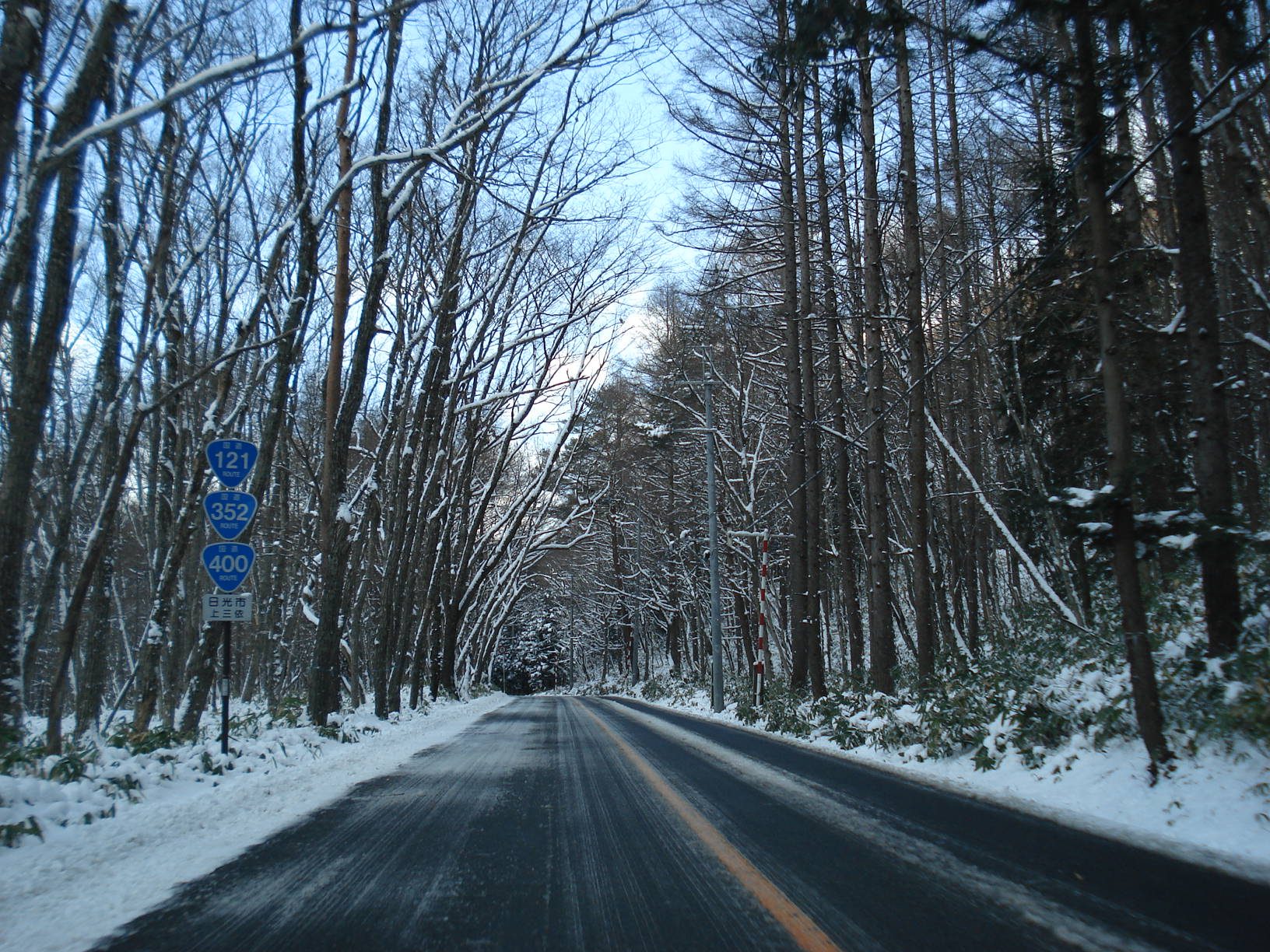
（栃木県日光市上三依、2007年12月撮影）国道352号･国道400号重複区間

福島県と栃木県の県境をまたぐ区間は、国道121号・国道352号・国道400号の3連重複区間で、この区間の道路わきには国内でも珍しく、3路線分だけ縦に3つ連なる国道標識が立ち並ぶ。同様に、鹿沼市内においても国道121号・国道293号・国道352号の3重複区間があり、同市中心市街でも3つ連なる国道標識が設置されている。
- 国道49号（福島県会津若松市・観音前交差点 - 北柳原交差点）
- 国道401号（福島県会津若松市・北柳原交差点 - 城西交差点）
- 国道118号（福島県会津若松市・北柳原交差点 - 南会津郡下郷町・道通交差点）
- 国道289号（福島県南会津郡下郷町・林中交差点 - 南会津町・鎌倉橋交差点）
- 国道400号（福島県南会津郡南会津町・鎌倉橋交差点 - 栃木県日光市上三依）
- 国道352号（福島県南会津郡南会津町・早坂交差点 - 栃木県鹿沼市下材木町）
- 国道119号（栃木県日光市今市・春日町交差点 - 追分地蔵前）
- 国道293号（栃木県鹿沼市・市役所前交差点 - 下材木町）
- 国道408号（栃木県宇都宮市・上籠谷町交差点 - 真岡市下籠谷）
- 国道294号（栃木県芳賀郡益子町・塙交差点 - 七井中央交差点）

### 道路施設

#### 橋梁
- 山形県
  - 大樽橋（鬼面川、米沢市舘山三丁目 - 同市舘山矢子町）
  - 脇之沢橋（脇之沢、米沢市大字入田沢）
  - 大荒沢橋（大荒沢、米沢市大字入田沢）
  - 八谷大橋（小樽川、米沢市大字入田沢）
  - 普洞沢橋（普洞沢、米沢市大字入田沢）
- 福島県
  - 黒清水沢橋（福島県喜多方市熱塩加納町熱塩）
  - 西沢橋
    - 全長：174.0 m
      - 主径間：80.0 m

    - 幅員：6.5（10.5） m
    - 形式：3径間PC連続ラーメン箱桁橋
    - 竣工：2009年
    - 施工：ピーエス三菱

喜多方市熱塩加納町熱塩に位置し、福島県道333号日中喜多方線を渡る跨道橋である。橋上は上下対向2車線で供用され、上り線側に幅員2.0 mの歩道が設置されている。深い渓谷をまたぐために上部工は張出架設工法で建設された。総工費は9億6700万円[26]。
  - 明ヶ沢橋
    - 全長：145.0 m
      - 主径間：54.0 m

    - 幅員：6.5（10.0) m
    - 形式：3径間鋼連続非合成鈑桁橋
    - 竣工：2006年度
    - 施工：協三工業・東開工業共同企業体

⁮喜多方市熱塩加納町熱塩に位置し、明ヶ沢第一トンネル、第二トンネルに挟まれた谷をまたぐ。曲線橋であるが、主桁を直線折れ形状にし床版でカーブを作ることで構造を単純化し合理化を図った。総工費は6億2600万万円[26]。
  - 上川原橋
    - 全長：67.4 m
    - 幅員：6.5(10.5) m
    - 形式：鋼単純非合成箱桁橋
    - 竣工：1999年度

喜多方市熱塩加納町熱塩から熱塩加納町相田に位置し、一級水系阿賀野川水系野辺沢川を渡る。橋上は上下対向2車線で供用され、下り線側に幅員2.0 mの歩道が設置されている。大峠道路建設に伴い架橋された。建設当時、単純非合成箱桁橋としては県内最大級であった。メンテナンスフリー化のため、橋桁には耐候性鋼材が裸仕様で用いられている。総工費は4億2640万円[27]
  - 夢ノ森橋
    - 全長：29.8 m
    - 幅員：7.0（16.0） m
    - 形式：PC単純ポステン中空床版桁橋
    - 竣工：2008年
    - 施工：オリエンタル白石

喜多方市熱塩加納町米岡に位置し、福島県道383号熱塩加納山都西会津線を渡る立体交差点の跨道橋である。橋上は上下対向2車線で供用され、上下線両側に幅員3.0 mの歩道が設置されているが、上り線側は両端で途切れており使われていない。中空床版を用いコンクリート重量を減らすことで合理化を図っている。総工費は1億9千万円[26]。
  - 赤崎橋
    - 全長：22.5 m
    - 幅員：7.0（16.0） m
    - 形式：PC単純プレテン中空床版桁橋
    - 竣工：2008年度
    - 施工：ドーピー建設工業

⁮喜多方市熱塩加納町加納に位置し、喜多方市道五目赤崎線を渡るハーフインター跨道橋である。橋上は上下対向2車線で供用され、両側に歩道が設置されているが、上り線側は両端で途切れており使われていない。総工費は1億5100万円[26]。
  - 吉志田北橋（押切川、喜多方市松山町鳥見沢）
  - 上岩崎橋（田付川、喜多方市岩月町大都 - 同市岩月町宮津）
  - 太田橋（姥堂川、喜多方市豊川町高堂太）
  - 別府橋
    - 全長：19.3 m
      - 主径間：24.0 m

    - 幅員：6.5(20.0) m
    - 形式：2径間鋼連続鈑桁橋
    - 竣工：2000年度

一級水系阿賀野川水系姥堂川を渡る。北詰は塩川町小府根・塩川町字藤ノ木、南詰は塩川町字身神、塩川町字東栄町4丁目の境界に位置する。橋上は上下対向2車線で供用され、上下線両側に幅員4.5mの歩道が設置されている。総工費は6億2千万円[28]。
  - 東大橋（日橋川、喜多方市塩川町 - 河沼郡湯川村浜崎）
  - 笈川跨線橋（JR磐越西線、河沼郡湯川村湊）
  - 代田橋
    - 全長：21.0 m
    - 幅員：6.5（11.0） m
    - 形式：単純PCプレテンＴ桁橋
    - 竣工：1997年度

会津若松市河東町大字谷沢に位置し、一級水系阿賀野川水系谷沢川を渡る。道路拡張とB活荷重への対応のために1997年度に架替が行われた。総工費は1億2400万円[29]。
  - 新溷川橋
    - 全長：70.0 m
    - 幅員：16.0（25.0） m
    - 形式：単純鋼床版箱桁橋
    - 竣工：1991年度

会津若松市高野町大字中野から同市高野町大字木流に跨がり、一級水系阿賀川水系溷川を渡る。磐越自動車道会津若松インターチェンジへのアクセスのため国道改良事業により整備された会津若松工区の橋梁として国道橋梁整備事業により1989年度に着工された。総工費は8億2900万円[30]。
  - 扇町跨線橋（JR磐越西線、会津若松市町北町大字上荒久田 - 同市一箕町大字亀賀）
  - 大橋
    - 全長：34.3 m
    - 幅員：18.0 m
    - 竣工：1992年[31]

南詰は錦町、表町の境界に、北詰は南花畑と南町の境界に位置し、一級水系阿賀野川水系湯川を渡る。橋上は上下対向2車線であり、上下線両側に歩道が整備されている。1992年に旧橋梁（全長27.5 m、幅員6.1 m、1956年竣工のPC桁橋であった[32]）より架け替えられた。
  - 馬橋（古川 会津若松市錦町 - 同市明和町）
    - 全長：22.640 m
    - 幅員：7.0（10.0） m
    - 形式：単径間単純PCプレテンT桁橋
    - 竣工：1985年

古川河川改良工事に伴う合併工事として県単独橋梁整備事業で架けられた。旧橋は1939年に架けられたRCT桁橋であり、幅員が7.6 mと周囲の当路線よりも狭隘であったが、架替により拡幅され、両側に幅員1.5 mの歩道が設置された。総事業費は7450万円[33]。
  - 沢川橋（沢川、会津若松市門田町大字面川）
  - 小谷橋（阿賀川（大川）、会津若松市大戸町上三寄大豆田 - 同市大戸町小谷川端）
  - 芦ノ牧橋
    - 全長：190.5 m
      - 主径間：112.0 m

    - 幅員：11.0 m[34]
    - 形式：3径間PC有ヒンジラーメン箱桁橋
    - 竣工：1967年[35]

東詰は会津若松市大戸町大字小谷字湯ノ平、西詰は大戸町大字芦牧に位置し、一級水系阿賀川を渡る。橋上は上下対向2車線で供用されており、上下線両側に歩道が設置されている。親柱は鶴ヶ城を模して造られており、石垣上の親柱に天守閣をイメージしたモニュメントが設置されている。
  - 新大川橋
    - 全長：330.5 m
      - 主径間：66.9 m

    - 幅員：8.0 m
    - 形式：6径間鋼連続鈑桁橋
    - 竣工：1976年[31]

会津若松市大戸町大字芦牧に位置し、一級水系阿賀川と旧国道121号である会津若松市道を渡る。大川ダム建設に伴う国道付替工事の第1期区間として建設され、当橋梁直下に旧道橋の大川橋が位置する。橋上は上下対向2車線で供用され、歩道は設置されていない。
  - 若水橋（阿賀川（大川）、南会津郡下郷町大字弥五島 - 同町大字中妻）
    - 全長：130.0 m
    - 幅員：8.0 m
    - 竣工：1966年[36]

  - 楢原橋（阿賀川 南会津郡下郷町）
    - 全長：92 m
    - 幅員：8 m
    - 竣工：1965年（昭和40年）[36]

  - 入山橋（南会津郡下郷町大字豊成）
  - 田島橋（阿賀川（大川）、南会津郡南会津町長野 - 同町田島）
    - 全長：151.5 m
    - 幅員：9.0 m[34]
    - 形式：鋼単純活荷重合成鈑桁橋
    - 竣工：1962年（昭和37年）[37]

  - 今泉跨線橋（上り）（会津鉄道会津線、南会津郡南会津町糸沢）
    - 全長：40.0 m
    - 幅員：8.0 m
    - 竣工：1977年

  - 馬場平橋（下り）（会津鉄道会津線、南会津郡南会津町糸沢）
    - 全長：41.5 m
    - 幅員：3.25（7.25） m
    - 形式：鋼単純鈑桁橋
    - 竣工：1992年度

今泉跨線橋の対向車線に当たる。1931年にRC橋として建設された旧橋（全長16.3m、幅員3.0（5.0）m）の老朽化対策のため1990年度より整備された。桁部には耐候性鋼材が用いられている。総工費は7500万円[38]。
  - 山王大橋（山王川、南会津郡南会津町糸沢）
    - 全長：119.0 m
    - 幅員：10.0 m
    - 竣工：1979年[34]
- 栃木県
  - 砥川橋（栃木県日光市栗原 - 同市大桑町）
  - 御成橋（黒川、鹿沼市御成橋町 - 同市玉田町）
  - 貝島橋（黒川、鹿沼市貝島町）
  - 淀橋（姿川、下都賀郡壬生町大字安塚 - 宇都宮市幕田町）
  - 桑島大橋（鬼怒川、宇都宮市下桑島町 - 同市桑島町）

#### トンネル
- 山形県
  - 八谷トンネル
- 福島県
  - 大峠トンネル（山形県米沢市 - 福島県喜多方市）※大峠道路
  - 高倉トンネル
  - 御手窪トンネル
  - 探トンネル
  - 大倉トンネル
  - 石楠花トンネル
  - 地蔵トンネル
  - 不動トンネル
  - 日中トンネル
  - 弥平トンネル
  - 明ヶ沢第二トンネル
  - 明ヶ沢第一トンネル
  - 向坂トンネル
  - 芦ノ牧トンネル
  - 小沼崎トンネル
  - 沼尾トンネル
  - 下郷トンネル
  - 山王トンネル（南会津郡南会津町 - 栃木県日光市）
- 栃木県
  - 五十里岬トンネル
  - 湯の郷トンネル（日光市西川）
  - 海尻トンネル
  - 五十里トンネル（日光市川治温泉川治）
  - 五十里ダムサイドトンネル（日光市川治温泉川治）
  - 三ツ岩トンネル（日光市藤原）
  - 龍王トンネル

#### 道の駅
大峠道路は当該項目を参照。
- 山形県
  - 田沢（米沢市）
- 福島県
  - 喜多の郷（喜多方市）
  - たじま（南会津郡南会津町）
- 栃木県
  - 湯西川（日光市）
  - 日光（日光市）

## 地理

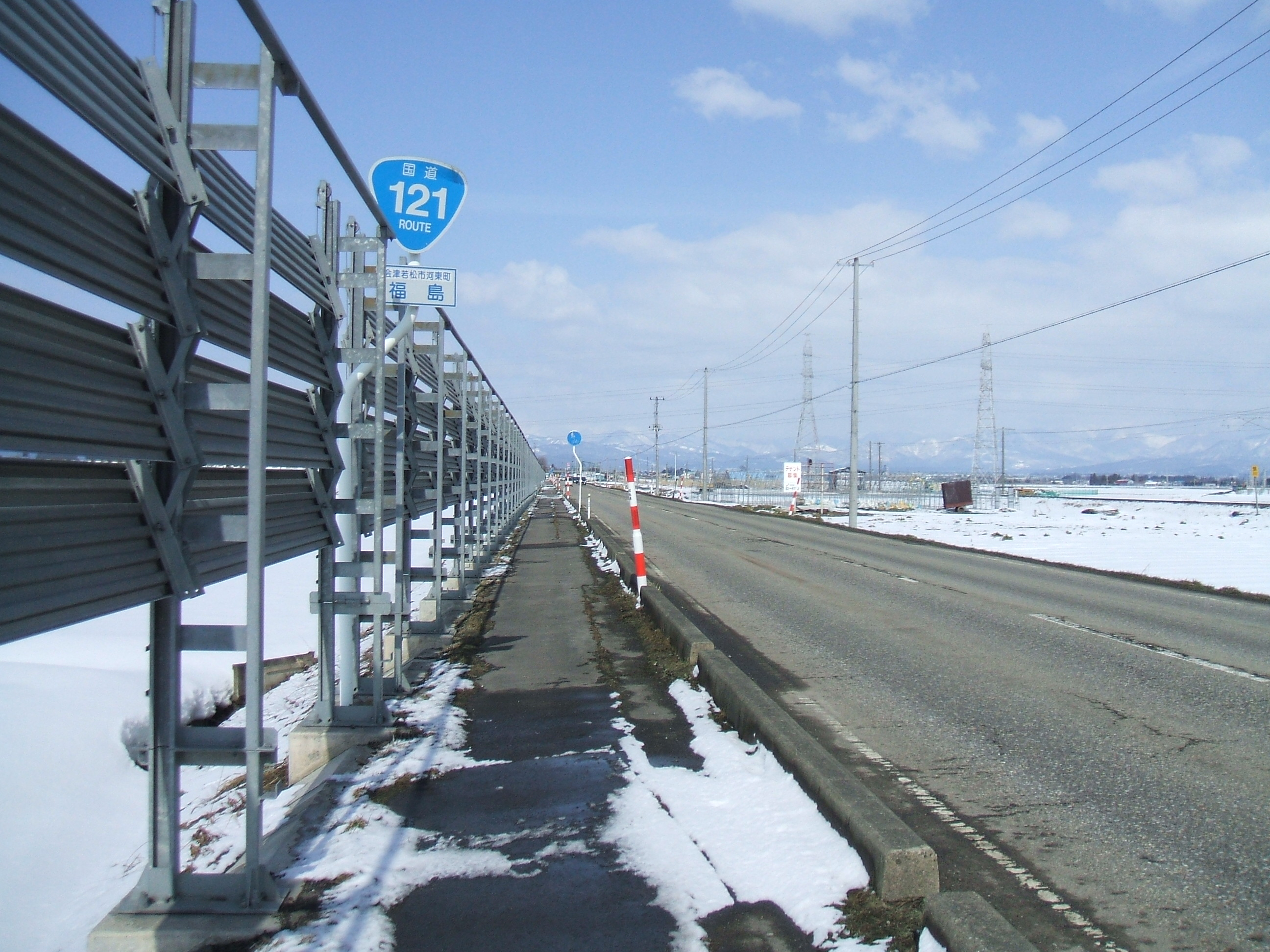
（福島県会津若松市河東町福島、2010年2月撮影）会津盆地の中を経由する

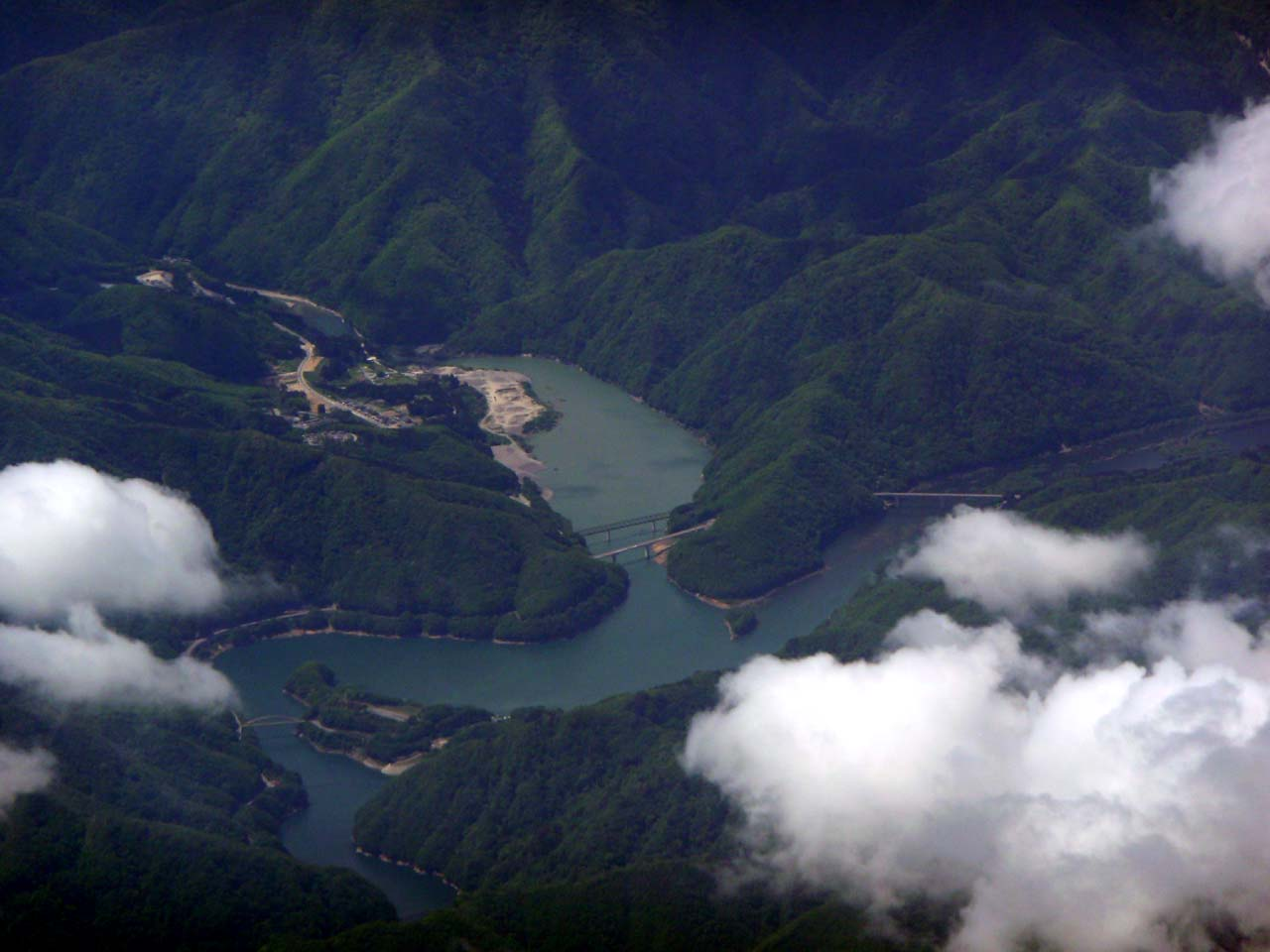
五十里湖（海尻付近）空撮画像
中央部は湯西川に掛かる野岩鉄道会津鬼怒川線鉄橋と国道121号。

山形県の米沢盆地、福島県の会津盆地、栃木県の関東平野をつなぎ、その途中には飯豊連峰、帝釈山地などの山岳地を越えてゆく。会津地方からは阿賀野川水系の阿賀川、栃木県側は利根川水系の鬼怒川沿いの山あいの谷間に沿って道路が延びる。道路沿線は、米沢、喜多方、会津若松、日光など日本有数の観光地と、芦ノ牧温泉や鬼怒川温泉など温泉地が多く集まる。福島県から栃木県にかけ、鉄道の会津鉄道会津線、会津鬼怒川線、東武鬼怒川線とほぼ並走する。

### 通過する自治体
- 山形県
  - 米沢市
- 福島県
  - 喜多方市 - 河沼郡湯川村 - 会津若松市 - 南会津郡下郷町 - 南会津郡南会津町
- 栃木県
  - 日光市 - 鹿沼市 - 下都賀郡壬生町 - 宇都宮市 - 真岡市 - 芳賀郡益子町

### 交差する道路
山形県
- 国道13号（米沢市窪田町窪田）
- 東北中央自動車道（米沢北IC）
- 国道287号（米沢市成島町交差点）

福島県
- 国道459号（喜多方市上江）
- 磐越自動車道会津若松IC（会津若松市）
- 国道49号（会津若松市観音前交差点 - 会津若松市北柳原交差点）
- 国道252号（会津若松市神明通り北交差点）
- 国道401号（会津若松市城西交差点）
- 国道118号（南会津郡下郷町道通交差点）
- 国道289号（南会津郡下郷町林中交差点）
- 国道289号（南会津郡南会津町鎌倉橋交差点）（※国道289号重複 = 国道400号）
- 国道352号（南会津郡南会津町早坂交差点）

栃木県
- 国道400号（日光市上三依）
- 国道461号（日光市今市大谷向交差点）
- 国道119号（日光市今市春日町交差点）
- 日光宇都宮道路今市IC（日光市平ケ崎）
- 日光宇都宮道路土沢IC（日光市土沢）※板橋バイパス（鹿沼方面のみ接続）
- 国道119号（日光市今市）
- 国道293号（鹿沼市天神町）
- 国道293号（鹿沼市下材木町）（※国道293号重複 = 国道352号）
- 東北自動車道 鹿沼IC（鹿沼市）
- 国道4号（宇都宮市宮の内）
- 新4号国道（宇都宮市西刑部町）
- 国道408号（宇都宮市上籠谷町交差点）
- 国道408号（真岡市下籠谷）
- 国道294号（芳賀郡益子町塙交差点）
- 国道123号（芳賀郡益子町七井中央交差点）（※国道123号重複 = 国道294号）

### 主な峠
- 大峠（標高1,156 m）:山形県米沢市 - 福島県喜多方市: 大峠道路で通過。
- 山王峠（標高906 m）: 福島県南会津郡南会津町 - 栃木県日光市